# Ledenik Cesarički
Ledenik Cesarički is een plaats in de gemeente Karlobag in de Kroatische provincie Lika-Senj. De plaats telt 27 inwoners (2001).